# Apanteles gracilariae
Apanteles gracilariae är en stekelart som beskrevs av Wilkinson 1940. Apanteles gracilariae ingår i släktet Apanteles och familjen bracksteklar. Inga underarter finns listade i Catalogue of Life.